# Quentin Jones
Pour les articles homonymes, voir Jones.
Quentin Jones, née le 3 décembre 1983 à Londres au Royaume-Uni, est une artiste multimédia basée à New York. Elle est connue pour ses courtes vidéos surréalistes en noir et blanc.
Elle a étudié la philosophie à Cambridge et a obtenu une maîtrise en illustration de Central Saint Martins en 2010. Fille de l'architecte Edward Jones, elle a également une formation en modélisation.
Les thèmes de son travail incluent la beauté contemporaine, la mode et la féminité.
Son processus commence par une phase de croquis, afin que ses collaborateurs puissent voir ses idées, avant de fabriquer et de peindre des accessoires. Elle a déclaré que sa partie préférée consistait à ajouter des éléments collés en post-production.
Quentin Jones a travaillé avec des marques telles que Chanel, Victoria Beckham, Louis Vuitton, Target et Kenzo. En 2013, The Hospital Club l'a sélectionnée parmi les 30 personnalités les plus influentes de la mode.
Elle est mariée, a deux fils et vit à Londres.